# Pavé de Pont-Thibaut à Ennevelin
Der Sektor Pavé de Pont-Thibaut à Ennevelin oder Pavé de Pont-Thibaut ist ein 1400 Meter langer mit Kopfsteinen gepflasterter Weg, welcher bei Paris–Roubaix von Pont-Thibaut in Richtung Ennevelin befahren wird.

## Charakteristik
Der Sektor Pavé de Pont-Thibaut à Ennevelin ist mit der Schwierigkeitsstufe von drei Sternen ausgezeichnet. Zu Beginn ist das Kopfsteinpflaster relativ gut, jedoch scheint zum Ende des Sektors die Beschaffenheit deutlich schlechter zu sein. Durch die landwirtschaftliche Nutzung der Straße kann es bei Regenfällen zu einer Verschlammung der Kopfsteinpflaster und somit zu einer erschwerten Durchfahrt kommen.

## Geschichte
Erstbefahrung des Sektors war im Jahr 1978 und wird seitdem jährlich bei Paris–Roubaix befahren. Seit 2004 wurden immer wieder Teile des Sektors durch die Les Amis de Paris–Roubaix restauriert, so wie 2004 ein ca. 250 m Stück, 2009 ein paar Meter, 2010 die letzten 250 m des Sektors. und im Jahre 2018 ca. 50 m² einschließlich der gefährlich gewordenen Beginn des Sektors. Auf der fünften Etappe der Tour de France 2014 wurde der Sektor in umgekehrter Fahrtrichtung von Ennevelin in Richtung Pont-Thibaut genutzt.

## Bildergalerie

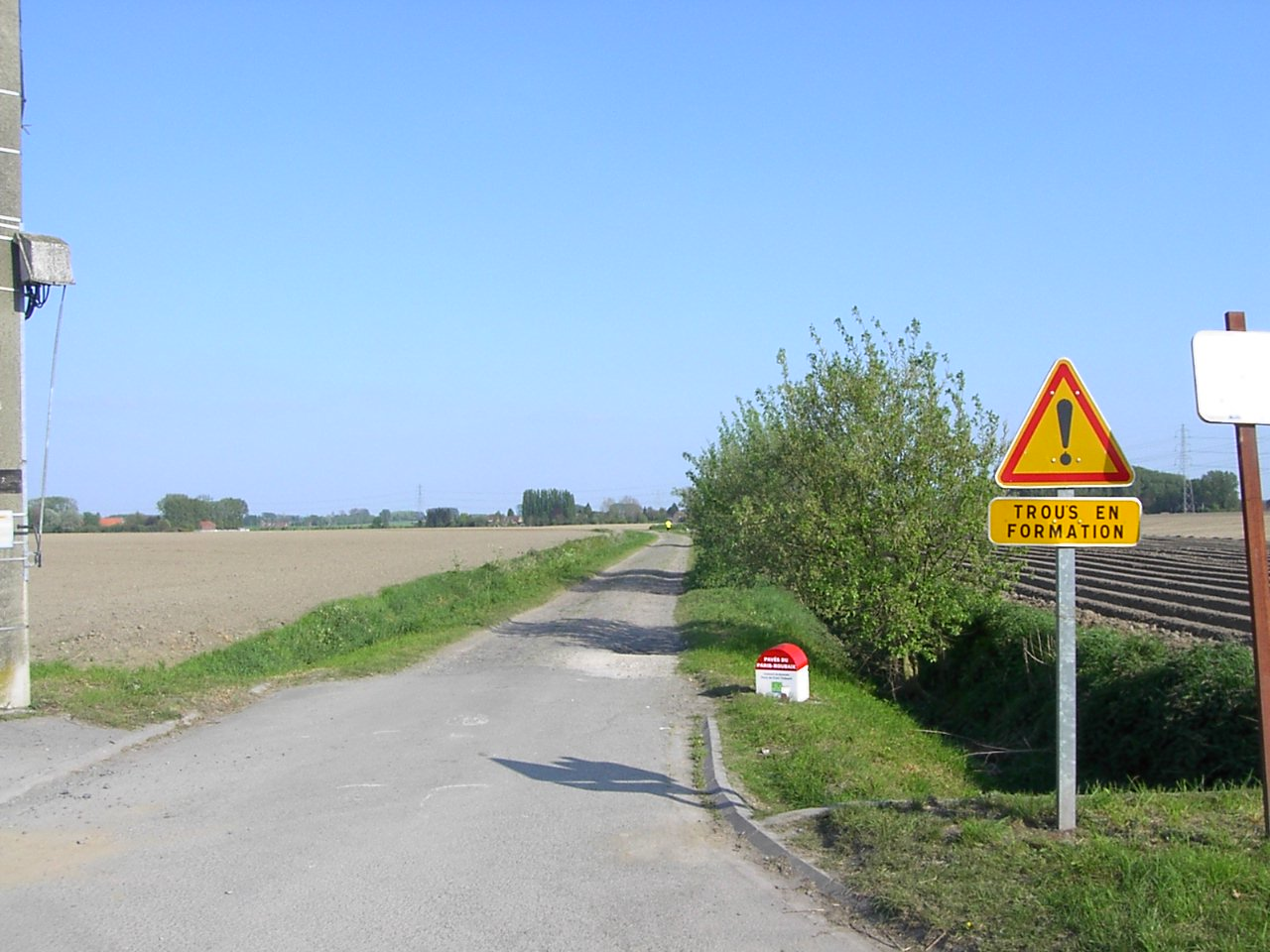
Beginn Sektor Pont-Thibaut à Ennevelin
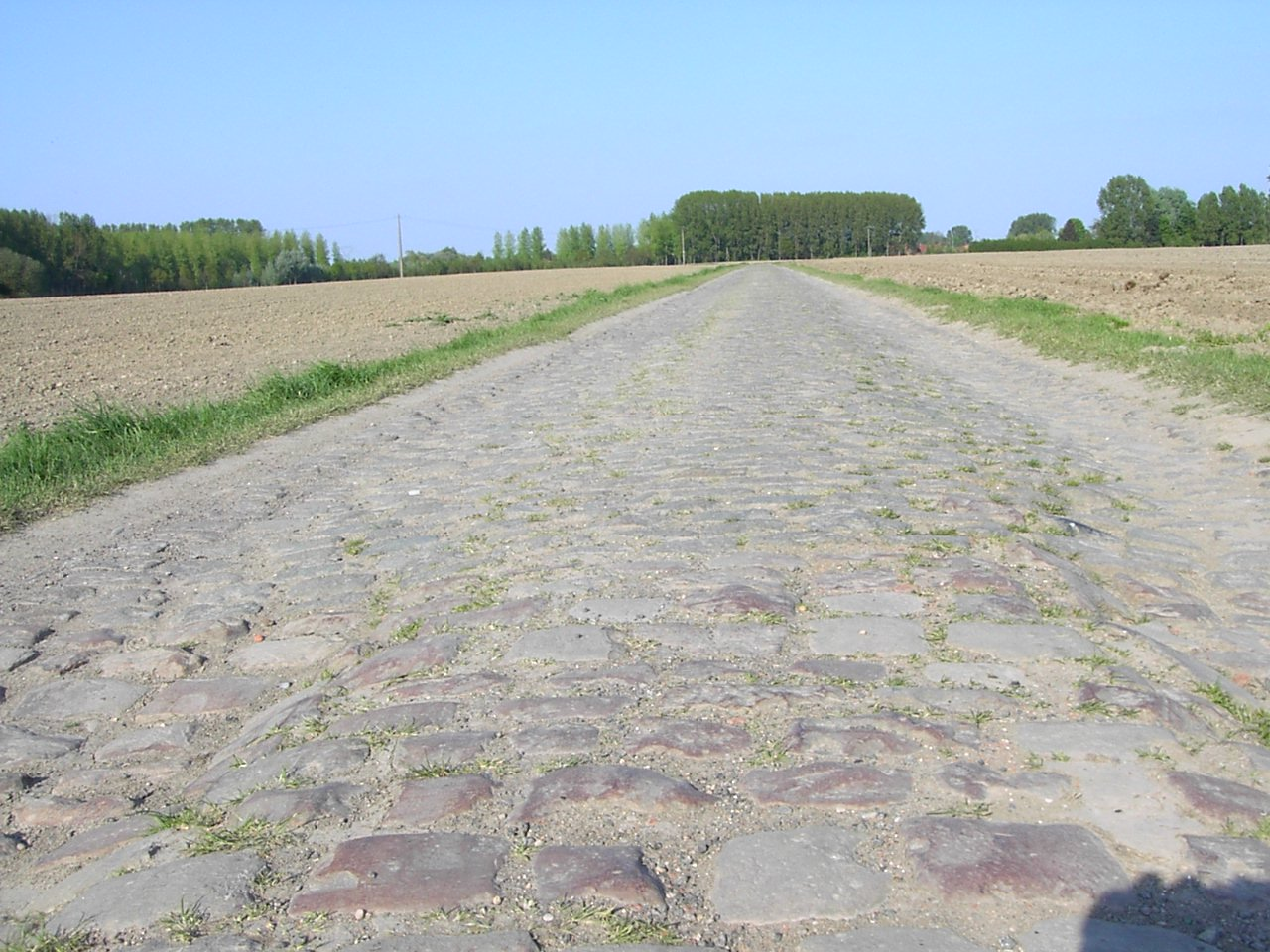
Pavè im ersten Teil vom Sektor
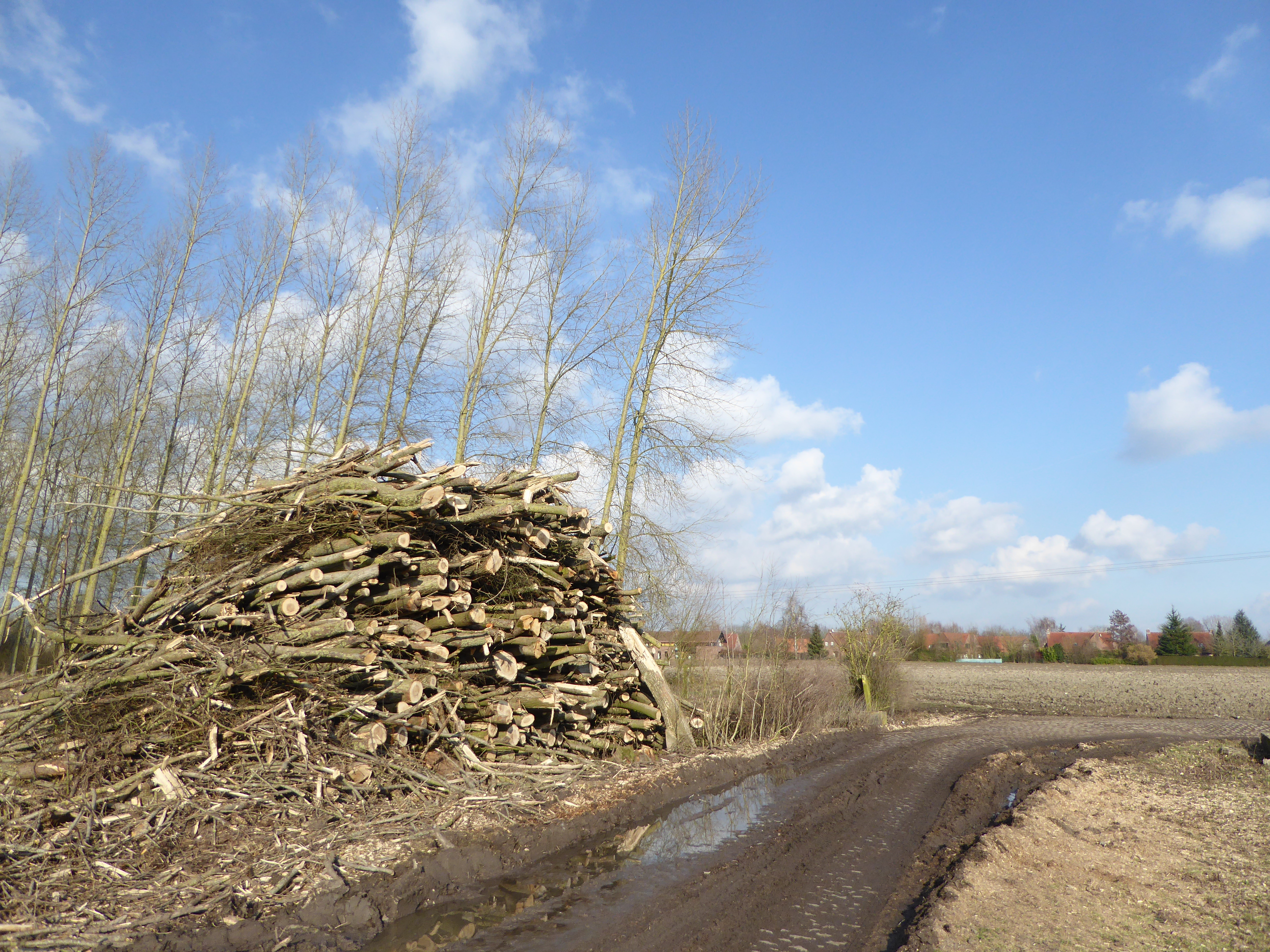
Rechtskurve kurz vor Ennevelin
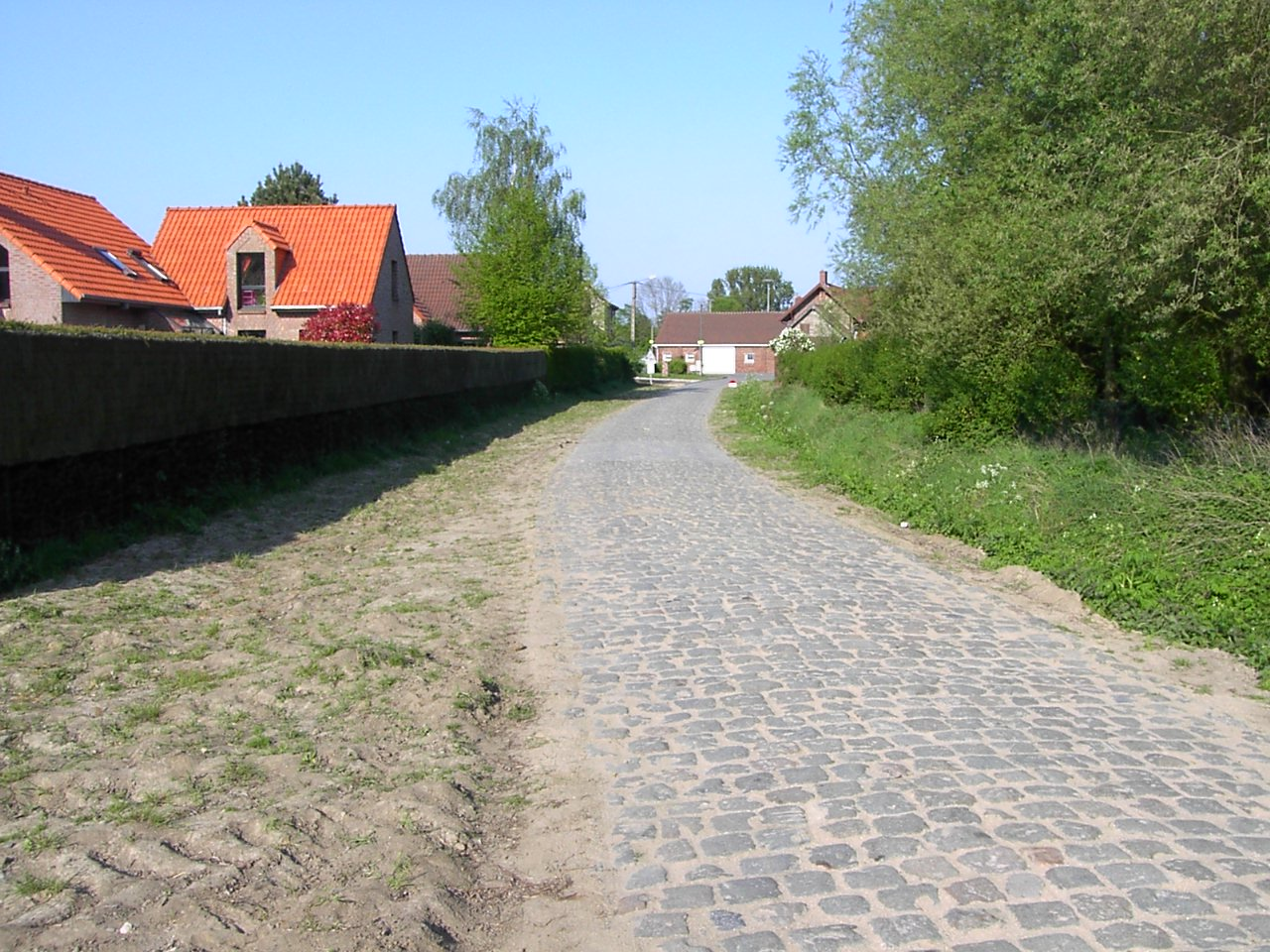
Ende Sektor Pont-Thibaut à Ennevelin
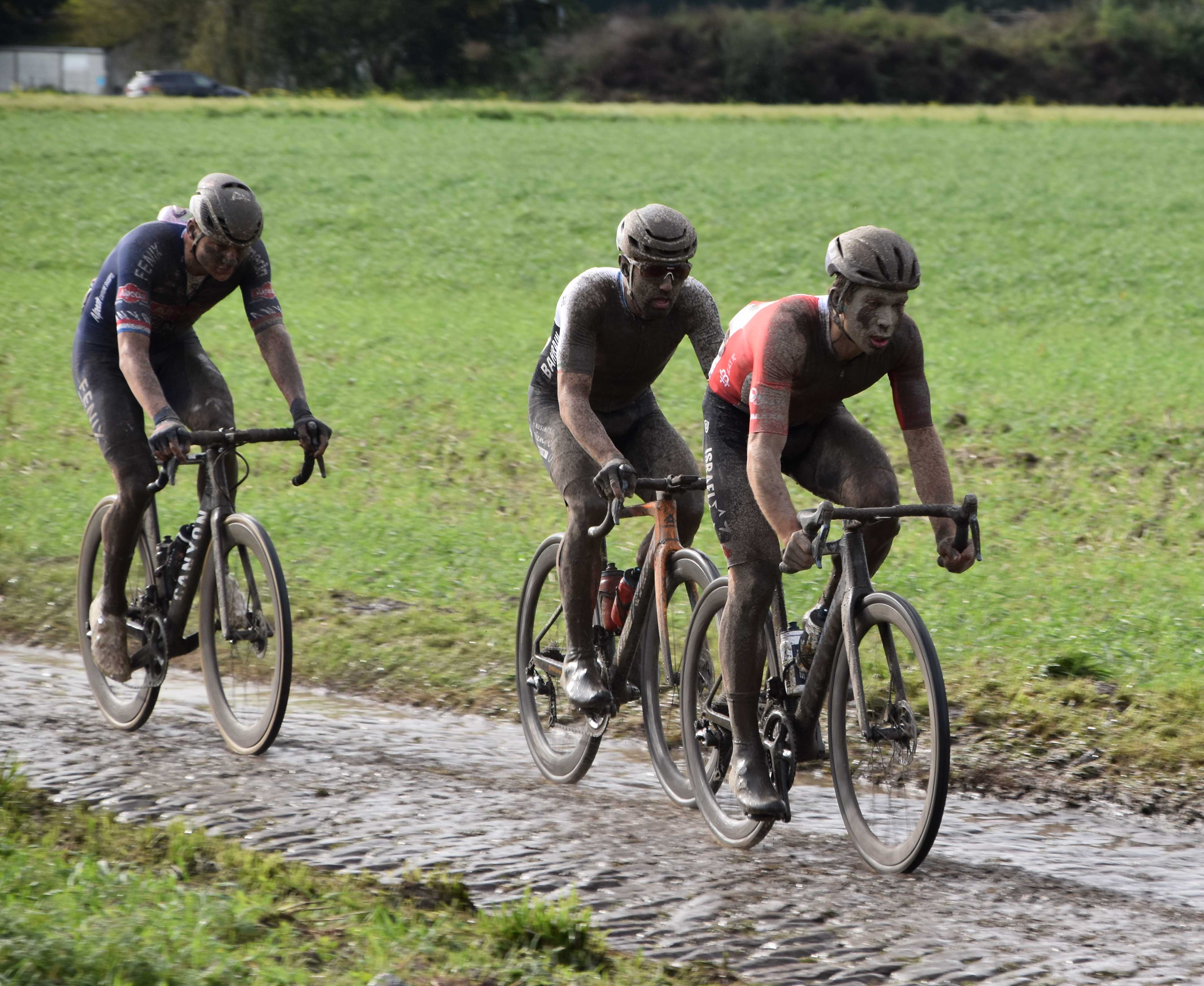
Zweite Verfolgergruppe um van der Poel, Colbrelli und Boivin 2021